# Deuteri

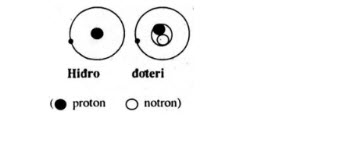
Cấu tạo nguyên tử hydro (trái) và deuteri (phải).

Deuteri, hay còn gọi là hydro nặng hoặc trong tiếng Việt gọi là đơtêri, là một đồng vị bền của hydro có mặt phổ biến trong các đại dương của Trái Đất với tỉ lệ khoảng 1 nguyên tử trong 6400 nguyên tử hydro (~15625 [[ppm]]). Deuteri chiếm khoảng 0,0156% (tương đương về khối lượng: 0,0312%) trong tổng số hydro tự nhiên trong các đại dương của Trái Đất; mức độ phong phú thay đổi nhỏ theo từng loại hình nước tồn tại trong tự nhiên.
Hạt nhân của deuteri chứa 1 proton và 1 neutron, trong khi các hạt nhân của hydro thông thường không có neutron. Tên đồng vị này có nguồn gốc từ tiếng Hy Lạp deuteros nghĩa là "2", ám chỉ có hai loại hạt cấu tạo nên hạt nhân.